# Кодряну, Роман
Роман Кодряну (рум. Roman Codreanu; 17 ноября 1952 — 26 мая 2001) — румынский борец греко-римского стиля, призёр Олимпийских игр, чемпион Европы.

## Биография
Родился в 1952 году в селе Зиманду-Ноу жудеца Арад. В 1974 году стал бронзовым призёром чемпионата Европы. В 1975 году занял 3-е место на чемпионате мира. В 1976 году завоевал бронзовую медаль Олимпийских игр в Монреале. В 1978 году занял 1-е место на чемпионате Европы и 3-е — на чемпионате мира. В 1979 году занял 2-е место на чемпионате Европы. В 1980 году принял участие в Олимпийских играх в Москве, но там стал лишь 5-м.